# جنگ اسن بوقا-آیورباروادا
جنگ اسن بوقا-آیورباروادا (انگلیسی: Esen Buqa–Ayurbarwada war) جنگی بین خانات جغتای) تحت رهبری اسن بوقای اول و دودمان یوآن تحت فرمان آیورباروادا بویانتو خان (امپراتور رنزونگ) و متحدش ایلخانان تحت رهبری محمد خدابنده اولجایتو بود. جنگ با پیروزی یوان و ایلخانان به پایان رسید، اما صلح تنها پس از مرگ اسن بوقا در سال ۱۳۱۸ حاصل شد.